# Mia EV
Mia EV – elektryczny samochód osobowy klasy miejskiej produkowany przez francusko-niemieckie przedsiębiorstwo Mia Electric w latach 2011–2013 oraz przez niemieckie przedsiębiorstwo Fox e-mobility pod nazwą Mia 1.0 w latach 2020–2021.

## Historia i opis modelu

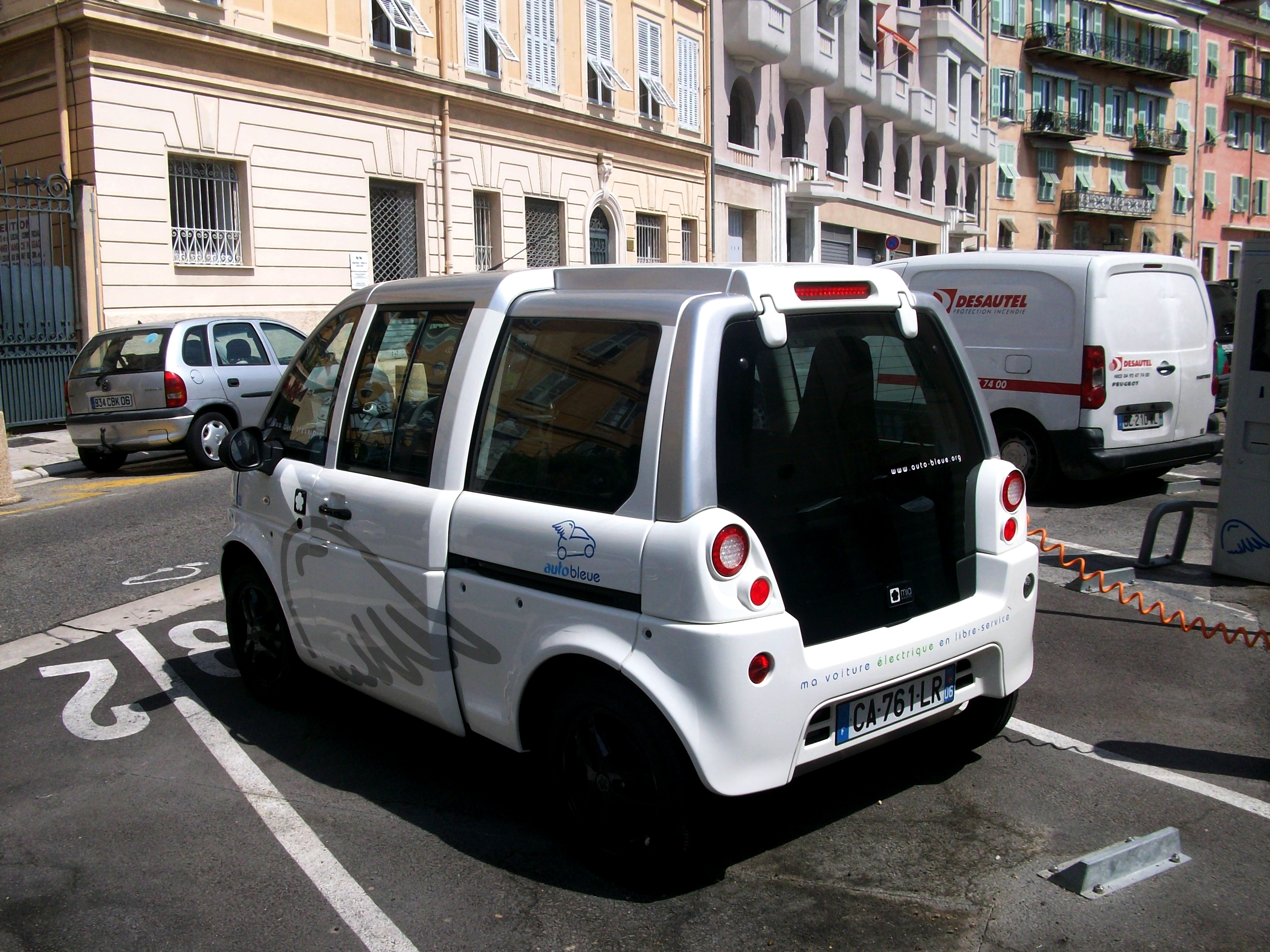
Mia EV - tył

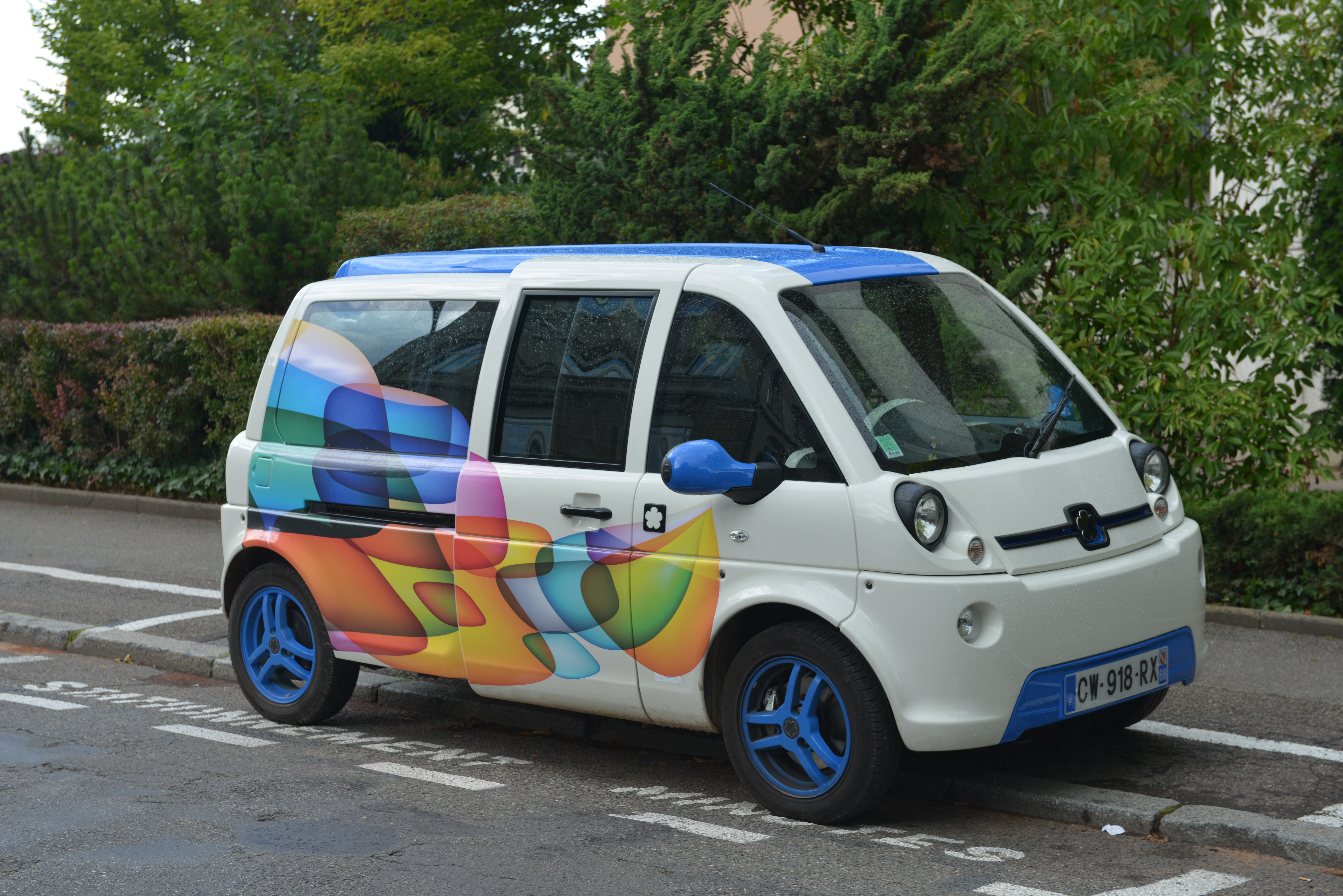
Mia L

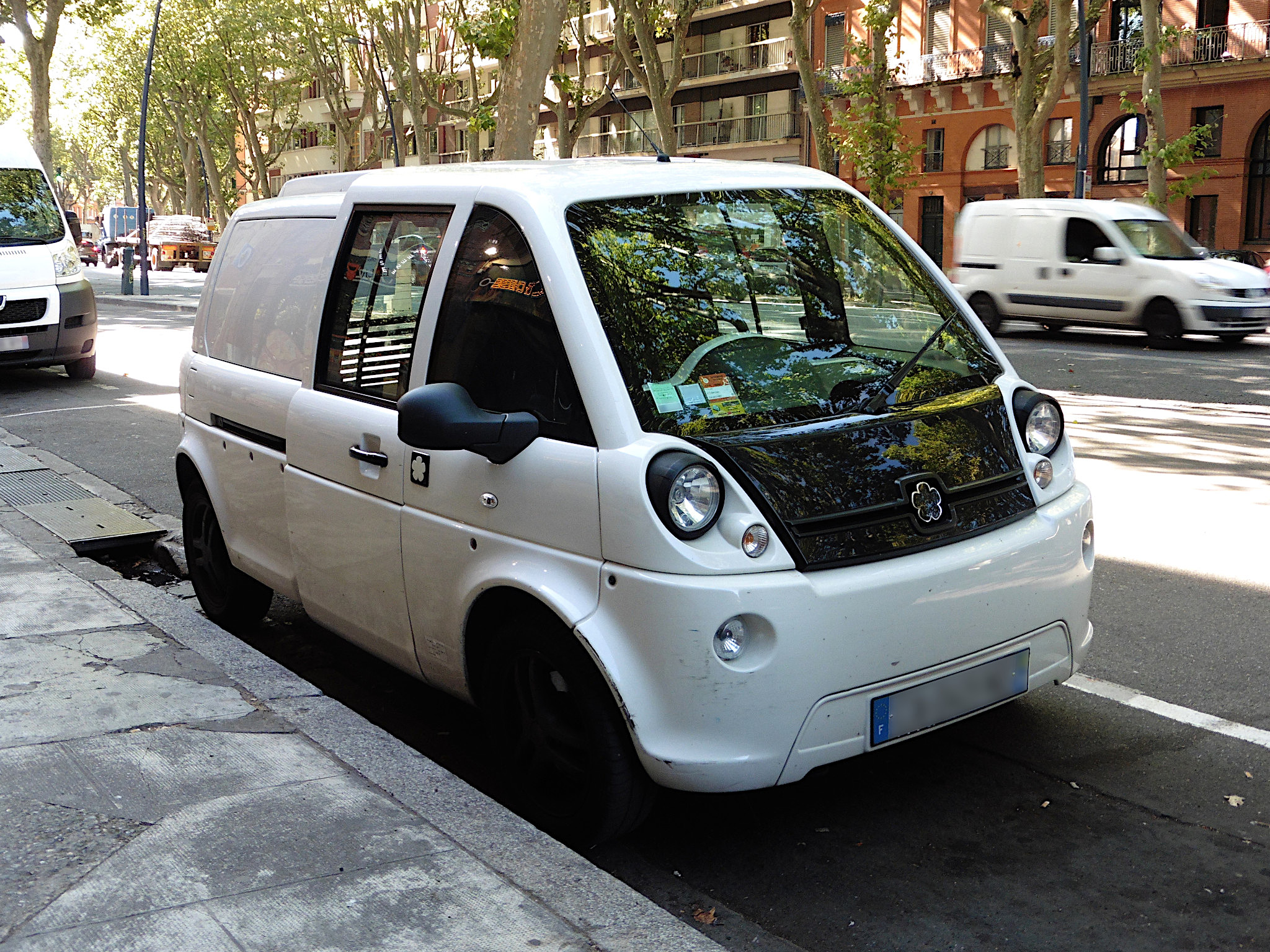
Mia U

Projekt niewielkiego, jednobryłowego miejskiego samochodu elektrycznego z odsuwanymi drzwiami opracowało po raz pierwszy francuskie przedsiębiorstwo Heuliez, prezentując prototyp Heuliez Friendy podczas Paris Motor Show 2008. Koncepcja została rozwinięta ponownie w marcu 2010 roku, kiedy to podczas targów Geneva Motor Show przedstawiono kolejny prototyp Heuliez Mia.
Seryjny model opracowało francusko-niemieckie przedsiębiorstwo Mia Electric, prezentując podczas Geneva Motor Show w marcu 2011 roku finalny projekt przeznaczony do produkcji. Podobnie jak dotychczasowe prototypy, samochód wyróżniła koncepcja trzyosobowego nadwozia, odsuwane do tyłu drzwi, a także jednobryłowa sylwetka z wysuniętą do przedniej krawędzi szybą czołową. Za stylistykę pojazdu odpowiedzialny był turecki projektant Murat Günak.
Poza podstawowym wariantem w postaci krótkiego hatchbacka, ofertę wariantów nadwoziowych wzbogacił także wydłużony model nazywany Mia L, a także oparta na wydłużonej odmianie Mia U będąca pojazdem dostawczym.

### Sprzedaż
Produkcja elektrycznego samochodu firmy Mia Electric rozpoczęła się we francuskich zakładach przedsiębiorstwa w mieście Cerizay w czerwcu 2011 roku, z kolei dostawy pierwszych egzemplarzy do nabywców na terenie Europy Zachodniej rozpoczęły się wiosną 2012 roku. Z powodu kłopotów finansowych, Mia Electric zmuszona była zakończyć produkcję swojej linii pojazdów po niespełna półtora roku, w grudniu 2013 roku.
W grudniu 2020 roku niemiecki startup Fox e-mobility zdecydował się przywrócić do użytku koncepcję niewielkiego samochodu Mia Electric po 7 latach przerwy pod nazwą Mia 1.0. Prowadząc testy samochodu w odświeżonej formule, pierwotnie wykorzystano stare nadwozie identyczne z modelem z lat 2011–2013. 
W sierpniu 2021 roku firma przedstawiła zupełnie nowy projekt nadwozia pojazdu, który pod nazwą Mia 2.0 ma trafić do produkcji w 2023 roku.

### Dane techniczne
Linia pojazdów Mia Electric była samochodami elektrycznymi, które oferowane były z silnikiem o mocy 24 KM, osiągając maksymalną prędkość 110 km/h. Samochody dostępne były z dwoma pakietami akumulatorów: mniejszym 8 kWh osiągającym na jednym ładowaniu zasięg ok. 80–90 kilometrów lub większym 12 kWh mogącym przejechać na jednym ładowaniu 120–130 kilometrów.